# Nives Dei Rossi
Nives Lidia Maria Dei Rossi, in Signorelli (Trieste, 18 ottobre 1909 – Roma, 1º agosto 2006), è stata una sciatrice alpina italiana.

## Biografia
Nata nel 1909 a Trieste, a 26 anni partecipò ai Giochi olimpici di Garmisch-Partenkirchen 1936, una delle cinque donne della spedizione, le prime a partecipare ad un'Olimpiade invernale, nella gara di combinata alpina, chiudendo la discesa libera al 24º posto, in 7'03"2, con 71.93 punti.
Fu anche quattro volte campionessa italiana, nel 1935 di slalom speciale e nel 1940 sempre di slalom speciale, ma anche di combinata alpina e di discesa libera.
Morì nel 2006, a 96 anni.

## Palmarès

### Campionati italiani
- 9 medaglie:
  - 4 ori (slalom speciale nel 1935; discesa libera, slalom speciale, combinata nel 1940)
  - 2 argenti (combinata nel 1935; discesa libera nel 1938)
  - 3 bronzi (discesa libera nel 1933; discesa libera nel 1935; discesa libera nel 1939)